# Türi
Türi (njem. Turgel) je grad u okrugu Järvamaa, središnja Estonija.
Türi ima 6.174 stanovnika i zauzima površinu od 9,79 km2 s visinom od 62 m nadmorske visine.
1347. godine se Türi prvi put spominje u povijesnim zapisima pod imenom Turgel. 1900. započeo je željeznički promet (Viljandi - Tallinn, Türi - Paide). Türi gradska prava dobiva 1926. godine.
Türi je član udruge Douzelage koju čine 23 grada-prijatelja diljem Europske unije. 

## Vanjske poveznice
- www.tyri.ee

|  | Zajednički poslužitelj ima još gradiva o temi Türi |